# Mikkel Diskerud
Mikkel Morgenstar Pålssønn Diskerud, meglio noto come Mix Diskerud (Oslo, 2 ottobre 1990), è un ex calciatore norvegese naturalizzato statunitense, di ruolo centrocampista.

## Biografia
È soprannominato Mix, nomignolo coniato da sua madre quando, da piccolo, Diskerud ha iniziato a camminare e a correre dentro casa con un'andatura simile a quella di un frullatore.

## Carriera

### Club

#### Stabæk
Diskerud cominciò la carriera nel Frigg, squadra della sua città natale. Fu scoperto dallo Stabæk in un torneo di un distretto di Oslo. Così, entrò a far parte della squadra giovanile del club nel 2005 e nello stesso periodo frequentò la scuola sportiva Norwegian College of Elite Sport. Dall'inizio del 2006, giocò nella squadra riserve dello Stabæk, così come nelle stagioni seguenti. Nel 2008, contribuì a far vincere alla squadra giovanile la coppa nazionale di categoria.
Effettuò il debutto in prima squadra nella Coppa di Norvegia 2008, in un incontro con il Vestfossen. Fu poi scelto nella formazione titolare per una sfida valida per la Coppa La Manga, segnando due minuti dopo l'inizio del primo match. Giocò uno spezzone di partita nella Superfinalen 2009, una settimana prima dell'inizio del campionato. Rimase in panchina alla prima partita, ma nella seconda, giocata contro il Brann, poté effettuare il suo debutto. Entrò in campo a partita in corso per giocare gli ultimi dieci minuti di gara, riuscendo a realizzare la rete che permise alla sua squadra di pareggiare, portando il match sull'1-1 finale. Sempre nel 2009, effettuò l'esordio in Champions League, seppur nei preliminari, a Tirana. Nell'Eliteserien 2009, giocò prevalentemente da sostituto, mentre dall'anno successivo si conquistò un posto da titolare.

#### Gent
Il 31 gennaio 2012 si è trasferito in prestito, con un'opzione per rendere definitivo il trasferimento, ai belgi del Gent. Esordì nella Pro League in data 18 febbraio, schierato titolare nel pareggio per 1-1 sul campo del Lokeren. A fine stagione, il club belga scelse di non riscattarlo e Diskerud fece ritorno allo Stabæk.

#### Rosenborg
Dal 6 agosto 2012, iniziò ad allenarsi con il Rosenborg, in vista di un possibile trasferimento. Possibilità che si verificò il 9 agosto, quando fu annunciato il suo acquisto sul sito ufficiale del club. Si legò al nuovo club con un contratto valido fino al termine della stagione. A fine stagione, si svincolò. Il 12 febbraio 2013, però, trovò un nuovo accordo contrattuale con il Rosenborg. Il 29 dicembre 2014, il Rosenborg comunicò sul proprio sito di non essere riuscito a raggiungere un accordo per il rinnovo del calciatore, che si sarebbe svincolato così alla fine dell'anno.

#### New York City
Il 13 gennaio 2015, il New York City Football Club annunciò l'acquisto a parametro zero del giocatore.

### Nazionale
La madre di Diskerud è originaria dell'Arizona, rendendo così possibile la sua convocazione per gli Stati Uniti. Ad aprile 2008, giocò un torneo con gli Stati Uniti under 20, collezionando 3 assist in una sola partita, contro l'Irlanda del Nord under 20. Un mese dopo, giocò per la Norvegia under 18, proprio contro gli Stati Uniti under 18. Nel 2009, trovò spazio nella Norvegia under 19. È stato convocato ancora una volta dagli Stati Uniti per una amichevole contro l'Egitto under 20, in cui riuscì a segnare anche una rete, nella vittoria degli americani per 2-1.

#### Doppia nazionalità
A febbraio 2009, quando gli furono chiesti i piani futuri per quanto riguarda il calcio internazionale, rispose di non avere preferenze tra la selezione norvegese e quella statunitense. Fece intendere che avrebbe scelto di giocare per la prima Nazionale che lo avesse convocato. A marzo 2009, dichiarò di sentirsi americano e che avrebbe accettato ogni futura chiamata dalla Nazionale, ma di non avere avuto notizie dalla federazione dalla convocazione di undici mesi prima. Soltanto una settimana dopo e successivamente a molte apparizioni con lo Stabæk nella prima parte di campionato, fu contattato dalla federazione statunitense per un raduno della selezione Under-20 che si sarebbe tenuto a maggio; rifiutò però l'invito a causa dell'importante ruolo ricoperto nel club di appartenenza, visto che l'impegno gli avrebbe fatto saltare qualche partita di campionato. Comunque, Diskerud si diresse verso l'Egitto con la Nazionale statunitense Under-20 a giugno per due amichevoli, segnando contro i padroni di casa nella prima di queste. Dopo la sua apparizione contro la squadra africana, dichiarò: "sono sia norvegese che americano. Mi piacerebbe giocare per entrambe le Nazionali, ma non posso. Ho detto che avrei scelto la prima selezione che mi avesse convocato, per lasciare la decisione al destino, credo. Il mio agente ha informato il club e la federazione norvegese della mia decisione...". Il 2 ottobre 2012 aprì alla possibilità di giocare per la Norvegia, poiché le sue presenze con gli Stati Uniti non erano state in incontri ufficiali.

#### Stati Uniti
Fu così convocato dalla selezione maggiore degli Stati Uniti. Vi debuttò il 17 novembre 2010, subentrando ad Alejandro Bedoya nella vittoria per 0-1 contro il Sudafrica. Il 27 giugno 2013 fu convocato dal commissario tecnico Jürgen Klinsmann per la Gold Cup 2013. Inoltre partecipò al Campionato mondiale di calcio 2014 indossando la n.10, quella che in precedenza era di Landon Donovan. Tuttavia non scese mai in campo durante l'edizione mondiale.

## Statistiche

### Presenze e reti nei club
Statistiche aggiornate al 1º gennaio 2018.
| Stagione             | Club                 | Campionato           | Campionato | Campionato | Coppe nazionali | Coppe nazionali | Coppe nazionali | Coppe continentali | Coppe continentali | Coppe continentali | Supercoppe | Supercoppe | Supercoppe | Totale | Totale |
| Stagione             | Club                 | Comp                 | Pres       | Reti       | Comp            | Pres            | Reti            | Comp               | Pres               | Reti               | Comp       | Pres       | Reti       | Pres   | Reti   |
| -------------------- | -------------------- | -------------------- | ---------- | ---------- | --------------- | --------------- | --------------- | ------------------ | ------------------ | ------------------ | ---------- | ---------- | ---------- | ------ | ------ |
| 2008                 | Stabæk               | ES                   | 0          | 0          | CN              | 2               | 0               | CU                 | -                  | -                  | -          | -          | -          | 2      | 0      |
| 2009                 | Stabæk               | ES                   | 21         | 3          | CN              | 1               | 0               | UCL+UEL            | 3+2                | 0                  | SN         | 1          | 0          | 28     | 3      |
| 2010                 | Stabæk               | ES                   | 30         | 4          | CN              | 3               | 2               | UEL                | 2                  | 0                  | -          | -          | -          | 35     | 6      |
| 2011                 | Stabæk               | ES                   | 30         | 3          | CN              | 3               | 0               | -                  | -                  | -                  | -          | -          | -          | 33     | 3      |
| Totale Stabæk        | Totale Stabæk        | Totale Stabæk        | 81         | 10         |                 | 9               | 2               |                    | 7                  | 0                  |            | 1          | 0          | 98     | 12     |
| gen.-ago. 2012       | Gent                 | PL                   | 7          | 0          | CB              | -               | -               | -                  | -                  | -                  | -          | -          | -          | 7      | 0      |
| ago.-dic. 2012       | Rosenborg            | ES                   | 11         | 1          | CN              | -               | -               | UEL                | 6                  | 1                  | -          | -          | -          | 17     | 2      |
| 2013                 | Rosenborg            | ES                   | 26         | 2          | CN              | 5               | 1               | UEL                | 0                  | 0                  | -          | -          | -          | 31     | 3      |
| 2014                 | Rosenborg            | ES                   | 22         | 2          | CN              | 2               | 0               | UEL                | 5                  | 2                  | -          | -          | -          | 29     | 4      |
| Totale Rosenborg     | Totale Rosenborg     | Totale Rosenborg     | 59         | 5          |                 | 7               | 1               |                    | 11                 | 3                  |            | -          | -          | 77     | 9      |
| 2015                 | New York City        | MLS                  | 27         | 3          | USOC            | 1               | 0               | -                  | -                  | -                  | -          | -          | -          | 28     | 3      |
| 2016                 | New York City        | MLS                  | 12         | 1          | USOC            | 1               | 0               | -                  | -                  | -                  | -          | -          | -          | 13     | 1      |
| Totale New York City | Totale New York City | Totale New York City | 39         | 4          |                 | 2               | 0               |                    | -                  | -                  |            | -          | -          | 41     | 4      |
| 2017                 | IFK Göteborg         | A                    | 29         | 5          | SC              | 1               | 0               | -                  | -                  | -                  | -          | -          | -          | 30     | 5      |
| gen.-lug. 2018       | IFK Göteborg         | A                    | 12         | 2          | SC              | 5               | 2               | -                  | -                  | -                  | -          | -          | -          | 17     | 4      |
| Totale IFK Göteborg  | Totale IFK Göteborg  | Totale IFK Göteborg  | 41         | 7          |                 | 6               | 2               |                    | -                  | -                  |            | -          | -          | 47     | 9      |
| lug.-dic. 2018       | Ulsan Hyundai        | K1                   | 13+4       | 2+0        | CCS             | 5               | 0               | -                  | -                  | -                  | -          | -          | -          | 22     | 2      |
| 2019                 | Ulsan Hyundai        | K1                   | 27+4       | 5+1        | CCS             | 1               | 0               | ACL                | 8                  | 3                  | -          | -          | -          | 40     | 9      |
| Totale Ulsan Hyundai | Totale Ulsan Hyundai | Totale Ulsan Hyundai | 40+8       | 7+1        |                 | 6               | 0               |                    | 8                  | 3                  |            | -          | -          | 62     | 11     |
| 2020                 | Helsingborg          | A                    | 28         | 2          | SC              | 1               | 0               | -                  | -                  | -                  | -          | -          | -          | 29     | 2      |
| gen.-giu. 2021       | Denizlispor          | SL                   | 18         | 2          | CT              | -               | -               | -                  | -                  | -                  | -          | -          | -          | 18     | 2      |
| 2021-2022            | Omonia               | A                    | 18+5       | 1+1        | CC              | 6               | 0               | UCL+UEL+UECL       | 2+4                | 0                  | -          | -          | -          | 39     | 2      |
| 2022-2023            | Omonia               | A                    | 14+6       | 0          | CC              | 3               | 1               | UEL                | 7                  | 0                  | SC         | 1          | 0          | 31     | 1      |
| Totale Omonia        | Totale Omonia        | Totale Omonia        | 32+11      | 1+1        |                 | 9               | 1               |                    | 17                 | 0                  |            | 1          | 0          | 70     | 3      |
| Totale carriera      | Totale carriera      | Totale carriera      | 305        | 37         |                 | 31              | 5               |                    | 26                 | 6                  |            | 1          | 0          | 363    | 48     |

### Cronologia presenze e reti in nazionale
| Cronologia completa delle presenze e delle reti in nazionale ― Stati Uniti | Cronologia completa delle presenze e delle reti in nazionale ― Stati Uniti | Cronologia completa delle presenze e delle reti in nazionale ― Stati Uniti | Cronologia completa delle presenze e delle reti in nazionale ― Stati Uniti | Cronologia completa delle presenze e delle reti in nazionale ― Stati Uniti | Cronologia completa delle presenze e delle reti in nazionale ― Stati Uniti | Cronologia completa delle presenze e delle reti in nazionale ― Stati Uniti | Cronologia completa delle presenze e delle reti in nazionale ― Stati Uniti |
| Data                                                                       | Città                                                                      | In casa                                                                    | Risultato                                                                  | Ospiti                                                                     | Competizione                                                               | Reti                                                                       | Note                                                                       |
| -------------------------------------------------------------------------- | -------------------------------------------------------------------------- | -------------------------------------------------------------------------- | -------------------------------------------------------------------------- | -------------------------------------------------------------------------- | -------------------------------------------------------------------------- | -------------------------------------------------------------------------- | -------------------------------------------------------------------------- |
| 17-11-2010                                                                 | Città del Capo                                                             | Sudafrica                                                                  | 0 – 1                                                                      | Stati Uniti                                                                | Amichevole                                                                 | -                                                                          | 78’                                                                        |
| 22-1-2011                                                                  | Carson                                                                     | Stati Uniti                                                                | 1 – 1                                                                      | Cile                                                                       | Amichevole                                                                 | -                                                                          |                                                                            |
| 14-11-2012                                                                 | Krasnodar                                                                  | Russia                                                                     | 2 – 2                                                                      | Stati Uniti                                                                | Amichevole                                                                 | 1                                                                          | 87’                                                                        |
| 5-7-2013                                                                   | San Diego                                                                  | Stati Uniti                                                                | 6 – 0                                                                      | Guatemala                                                                  | Amichevole                                                                 | -                                                                          | 46’                                                                        |
| 9-7-2013                                                                   | Portland                                                                   | Stati Uniti                                                                | 6 – 1                                                                      | Belize                                                                     | Gold Cup 2013 - 1º turno                                                   | -                                                                          |                                                                            |
| 13-7-2013                                                                  | Atlanta                                                                    | Stati Uniti                                                                | 4 – 1                                                                      | Cuba                                                                       | Gold Cup 2013 - 1º turno                                                   | -                                                                          | 58’                                                                        |
| 16-7-2013                                                                  | East Rutherford                                                            | Stati Uniti                                                                | 1 – 0                                                                      | Costa Rica                                                                 | Gold Cup 2013 - 1º turno                                                   | -                                                                          |                                                                            |
| 21-7-2013                                                                  | Baltimora                                                                  | Stati Uniti                                                                | 5 – 1                                                                      | El Salvador                                                                | Gold Cup 2013 - Quarti di finale                                           | 1                                                                          |                                                                            |
| 24-7-2013                                                                  | Salt Lake City                                                             | Stati Uniti                                                                | 3 – 1                                                                      | Honduras                                                                   | Gold Cup 2013 - Semifinale                                                 | -                                                                          | 67’                                                                        |
| 28-7-2013                                                                  | Chicago                                                                    | Stati Uniti                                                                | 1 – 0                                                                      | Panama                                                                     | Gold Cup 2013 - Finale                                                     | -                                                                          | 23’                                                                        |
| 14-8-2013                                                                  | Sarajevo                                                                   | Bosnia ed Erzegovina                                                       | 3 – 4                                                                      | Stati Uniti                                                                | Amichevole                                                                 | -                                                                          | 46’                                                                        |
| 10-9-2013                                                                  | Columbus                                                                   | Stati Uniti                                                                | 2 – 0                                                                      | Messico                                                                    | Qual. Mondiali 2014                                                        | -                                                                          | 76’                                                                        |
| 11-10-2013                                                                 | Kansas City                                                                | Stati Uniti                                                                | 2 – 0                                                                      | Giamaica                                                                   | Qual. Mondiali 2014                                                        | -                                                                          |                                                                            |
| 15-10-2013                                                                 | Panama                                                                     | Panama                                                                     | 2 – 3                                                                      | Stati Uniti                                                                | Qual. Mondiali 2014                                                        | -                                                                          | 62’                                                                        |
| 15-11-2013                                                                 | Glasgow                                                                    | Scozia                                                                     | 0 – 0                                                                      | Stati Uniti                                                                | Amichevole                                                                 | -                                                                          | 63’                                                                        |
| 19-11-2013                                                                 | Vienna                                                                     | Austria                                                                    | 1 – 0                                                                      | Stati Uniti                                                                | Amichevole                                                                 | -                                                                          | 56’                                                                        |
| 1-2-2014                                                                   | Los Angeles                                                                | Stati Uniti                                                                | 2 – 0                                                                      | Corea del Sud                                                              | Amichevole                                                                 | -                                                                          | 62’                                                                        |
| 27-5-2014                                                                  | San Francisco                                                              | Stati Uniti                                                                | 2 – 0                                                                      | Azerbaigian                                                                | Amichevole                                                                 | 1                                                                          | 71’                                                                        |
| 1-6-2014                                                                   | New York                                                                   | Stati Uniti                                                                | 2 – 1                                                                      | Turchia                                                                    | Amichevole                                                                 | -                                                                          | 69’                                                                        |
| 7-6-2014                                                                   | Jacksonville                                                               | Stati Uniti                                                                | 2 – 1                                                                      | Nigeria                                                                    | Amichevole                                                                 | -                                                                          | 72’                                                                        |
| 3-9-2014                                                                   | Praga                                                                      | Rep. Ceca                                                                  | 0 – 1                                                                      | Stati Uniti                                                                | Amichevole                                                                 | -                                                                          | 63’                                                                        |
| 10-10-2014                                                                 | Detroit                                                                    | Stati Uniti                                                                | 1 – 1                                                                      | Ecuador                                                                    | Amichevole                                                                 | 1                                                                          |                                                                            |
| 14-10-2014                                                                 | Boca Raton                                                                 | Stati Uniti                                                                | 1 – 1                                                                      | Honduras                                                                   | Amichevole                                                                 | -                                                                          | 85’ 90’                                                                    |
| 14-11-2014                                                                 | Londra                                                                     | Colombia                                                                   | 2 – 1                                                                      | Stati Uniti                                                                | Amichevole                                                                 | -                                                                          | 78’                                                                        |
| 18-11-2014                                                                 | Dublino                                                                    | Irlanda                                                                    | 4 – 1                                                                      | Stati Uniti                                                                | Amichevole                                                                 | 1                                                                          | 77’                                                                        |
| 28-1-2015                                                                  | Rancagua                                                                   | Cile                                                                       | 3 – 2                                                                      | Stati Uniti                                                                | Amichevole                                                                 | -                                                                          | 60’                                                                        |
| 8-2-2015                                                                   | New Orleans                                                                | Stati Uniti                                                                | 2 – 0                                                                      | Panama                                                                     | Amichevole                                                                 | -                                                                          | 72’                                                                        |
| 15-4-2015                                                                  | San Antonio                                                                | Stati Uniti                                                                | 2 – 0                                                                      | Messico                                                                    | Amichevole                                                                 | -                                                                          | 81’                                                                        |
| 5-6-2015                                                                   | Amsterdam                                                                  | Paesi Bassi                                                                | 3 – 4                                                                      | Stati Uniti                                                                | Amichevole                                                                 | -                                                                          | 57’                                                                        |
| 10-6-2015                                                                  | Colonia                                                                    | Germania                                                                   | 1 – 2                                                                      | Stati Uniti                                                                | Amichevole                                                                 | 1                                                                          | 74’                                                                        |
| 3-7-2015                                                                   | Indianapolis                                                               | Stati Uniti                                                                | 4 – 0                                                                      | Guatemala                                                                  | Amichevole                                                                 | -                                                                          | 35’ 62’                                                                    |
| 10-7-2015                                                                  | Foxborough                                                                 | Stati Uniti                                                                | 1 – 0                                                                      | Haiti                                                                      | Gold Cup 2015 - 1º turno                                                   | -                                                                          |                                                                            |
| 22-7-2015                                                                  | Atlanta                                                                    | Stati Uniti                                                                | 1 – 2                                                                      | Giamaica                                                                   | Gold Cup 2015 - Semifinale                                                 | -                                                                          | 67’                                                                        |
| 4-9-2015                                                                   | Milwaukee                                                                  | Stati Uniti                                                                | 2 – 1                                                                      | Perù                                                                       | Amichevole                                                                 | -                                                                          | 46’                                                                        |
| 8-9-2015                                                                   | Long Beach                                                                 | Stati Uniti                                                                | 1 – 4                                                                      | Brasile                                                                    | Amichevole                                                                 | -                                                                          | 72’                                                                        |
| 13-10-2015                                                                 | Oklahoma City                                                              | Stati Uniti                                                                | 0 – 1                                                                      | Costa Rica                                                                 | Amichevole                                                                 | -                                                                          | 46’                                                                        |
| 5-2-2016                                                                   | Dallas                                                                     | Stati Uniti                                                                | 1 – 0                                                                      | Canada                                                                     | Amichevole                                                                 | -                                                                          | 77’                                                                        |
| 25-3-2016                                                                  | Città del Guatemala                                                        | Guatemala                                                                  | 2 – 0                                                                      | Stati Uniti                                                                | Qual. Mondiali 2018                                                        | -                                                                          | 46’                                                                        |
| Totale                                                                     |                                                                            | Presenze                                                                   | 38                                                                         |                                                                            | Reti                                                                       | 6                                                                          |                                                                            |

## Palmarès

### Club

#### Competizioni nazionali
- Superfinalen: 1

Stabæk: 2009
- Coppa di Cipro: 1

Omonia: 2022-2023

### Nazionale
- Gold Cup: 1

2013